# Helyek listája, ahol Gautama Buddha megszállt
Gautama Sziddhártha sokféle helyen megfordult. Ezek közül a legfontosabbak a kolostorok, amelyet a saját, illetve szerzetesei részére ajánlottak fel. Néha a tehetősebb emberek meghívták Buddhát és a szanghát, hogy szálljanak meg a kertjükben, vagy házukban. Előfordult gyakran, hogy a szerzetesek a vadonban éltek, amely senki területéhez sem tartozott. Az összes helyszín az Indo-Gangeszi-síkságon található (a mai észak-India és dél-Nepál területén).

## Kolostorok
A szangha tulajdonát képezték. Eredetileg Buddhának és/vagy a szanghának ajánlották fel.
Srávasztí:
- Dzsetavana. Buddha ezt a két kunyhót használta: Gandhakuti, Koszambakuti
- Pubbarama. Migaramatupasada
- Radzsakarama

Rádzsgír: 
- Veluvana: Kalandakanivapa
- Dzsivakambavana
- Giddzshakata

Koszambi:
- Kukkutarama
- Ghositarama
- Pavarika-ambavana
- Badarikarama

Vaisáli:
- Kutagaraszala
- Ambavana

Kapilavasztu:
- Nigrodharama

Szaket:
- Kalakarama

## Kertek
Buddha vendégként szállt meg a következő kertekben, amelyek valakinek a tulajdonában álltak:
Koszambi:
- Udakavana

Nálanda:
- Pavarika mangóligete

Thullakotthika:
- Koravja Migacsira parkja

Kammasszadhamma:
- A Bharadvadzsa klán bráhminjainak kunyhója.

## Vadon
Ezeknek a területeknek nem volt tulajdonosa és senki nem lakott ott:
Bodh-Gaya:
- a Mahabodhi-fa és környéke
Váránaszi:
- Iszipatana (Szárnáth)
Gajá:
- a Gajászisza domb
Srávasztí:
- Andhavana
Koszambi:
- Szimszapavana
Kampa:
- a Csampaka-fák ligete
Parilejjaka: 
- Rakkhitavanasanda: a Bhaddasala-fa
Szaket:
- Andzsanavana
Vaisáli:
- Beluvagama falu
Madh:
- Gundavana
És további számos hely...

## Bizonytalan státuszú helyek
Mithila:
- Makhadeva ambavana

Alavi:
- Aggalava Csetija (sírhely)

Pataligama:
- Kukkutarama

Bhaddiya:
- Dzsatijavana

Kajangala:
- Veluvana
- Mukheluvana

Kimbila:
- Veluvana

Rádzsgír (egyéb helyek):
- Sítavana
- Pipphaliguha (Pipphali-barlang)
- Udumbarikáráma
- Moranivápa: Paribbádzsakáráma
- Tapodarama
- Vedijagiri: Indaszálaguhá
- Szattapanniguhá
- Latthivana
- Maddakuccsi
- Szupatitthacsetija
- Pászánakacsetija
- Szappaszondikapabbhára
- Szumágadhá kis tó.

Vaisáli:
- Pátikáráma
- Válikárám
- Udena csetija
- Gotamaka csetija
- Szattambaka csetija
- Bahuputta csetija
- Sárandada csetija
- Kapinajha csetija